# Специальные операции

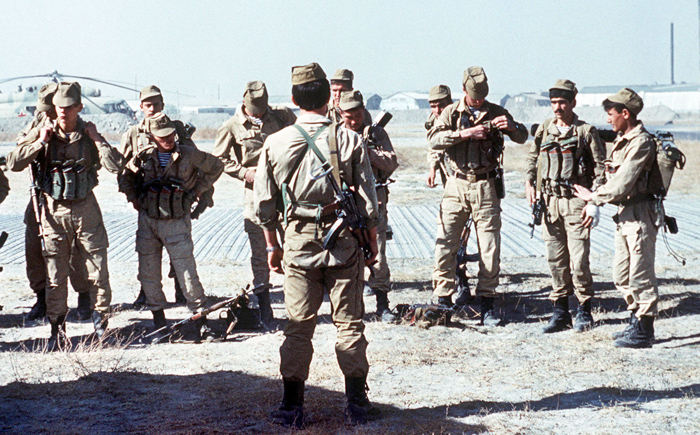
Военнослужащие подразделения СпН ГРУ ВС СССР готовятся к вылету на вертолётах в досмотровой группе,
1988 год.

Специальные операции (СО) — разновидность специальных мероприятий силовых структур, в том числе вооружённых сил (ВС) и полицейских структур (СО проводимые ВС, являются подвидом военных операций, СО проводимые полицией и оперативными службами, являются формой оперативных мероприятий).
Специальные операции отличаются от обычных военных операций как по целям (разведка, саботаж, подрывная деятельность и тому подобное), так и по методам (повышенная секретность и скрытность). Военные СО проводятся силами специального назначения (разведывательными, диверсионными и так далее).

## Особенности
Специальные операции могут проводиться как независимо от обычных операций, так и как часть таковых. Основной целью СО является решение военных или политических задач, недостижимых обычными военными методами. Основными особенностями СО являются скрытность подготовки и реализации, неожиданность и быстрота действий. СО проводятся силами небольших групп военнослужащих, имеющих повышенную степень боевой и психологической подготовки и обладающих способностью действовать самостоятельно в любых условиях, преодолевая все неожиданные трудности и препятствия на пути решения поставленных задач.

## Правовой аспект
По общему правилу, несмотря на требования скрытности, военнослужащие, участвующие в СО, действуют в военной форме. Именно это условие отличает их от разведчиков-нелегалов.
В то же время, ст. 44 Дополнительного протокола I к Женевским конвенциям от 12 августа 1949 года, касающегося защиты жертв международных вооружённых конфликтов, признаёт, что бывают такие ситуации, когда вследствие характера военных действий вооруженный комбатант не может отличать себя от гражданского населения. Указывается, что в данной ситуации лицо сохраняет статус комбатанта, если открыто носит своё оружие: во время каждого военного столкновения и в то время, когда он находится на виду у противника в ходе развертывания в боевые порядки, предшествующего началу нападения, в котором он должен принять участие.

## Разновидности

### Реализация

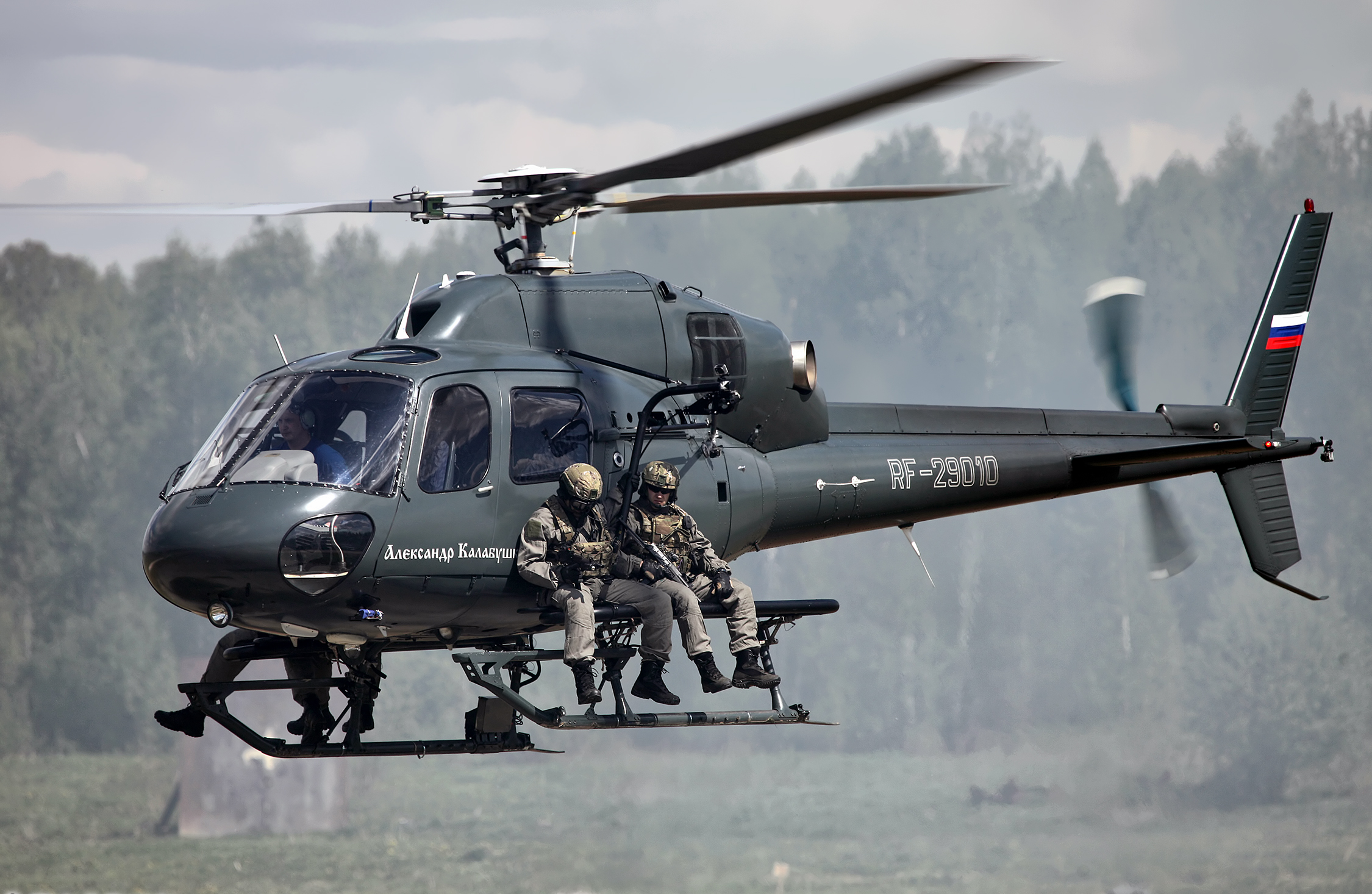
Выдвижение сотрудников боевого подразделения СОБР МВД на вертолёте с целью условной реализации полученной оперативной информации в ходе показательных выступлений «Интерполитех»

Реализация разведывательной информации или реализация оперативной информации (в зависимости от источника и характера полученных данных) — форма и способ проверки имеющихся разведданных или сведений полученных оперативным путём с одновременным решением сопутствующих задач по локализации и устранению обнаруженных угроз и угрожающих факторов. К реализации разведывательной или оперативной информации привлекаются дежурные силы и средства, специально предназначенные, подготовленные и оснащённые для решения задач такого рода.
Одними из первых подразделений специальных операций, которые широко применяли реализацию развединформации, были подразделения SEAL во Вьетнаме во второй половине 1960-х гг. В ходе Вьетнамской войны взвод SEAL выступал в качестве добывающего и обрабатывающего разведоргана, и реализующей инстанции одновременно: офицер военно-морской разведки по связям с вьетнамской стороной (NILO) получал от местных информаторов сведения о предполагаемых действиях противника в секторе ответственности взвода, полученные сведения обрабатывались командиром взвода вместе с командирами отделений, после чего по решению командира взвода боевые отделения выдвигались к месту ожидаемого появления противника и организовывали засаду. В том случае если поступала информация о появлении в секторе многократно превосходящих сил противника, командир отряда организовывал совещание офицерского состава, где ставил боевую задачу командирам взводов. Весь процесс, от получения информации до занятия бойцами огневых позиций в засаде занимал несколько часов, поступившие днём данные реализовывались той же ночью, — эффективность такого подхода по словам ветерана ВМС лейтенант-коммандера Майкла Дж. Уолша, лично участвовавшего в операциях, была ошеломляющей.
В период войны СССР в Афганистане, в 1980-е гг. советской стороной предпринимались попытки наладить нечто подобное во взаимодействии с афганской стороной, — за это отвечали оперативные агентурные группы (ОАГр), советники при органах внутренних дел и государственной безопасности ДРА, а также штабные офицеры бригад и дивизий в составе ОКСВА, — но количество задействованных звеньев в цепи от источника информации до лица, ответственного за принятие решения о задействовании дежурных сил было гораздо большим, чем у SEAL во Вьетнаме, а качество поступавшей информации было низким в части её достоверности, точности и своевременности, с учётом ненадёжности и неподготовленности основной массы источников. Действовал эффект «испорченного телефона» вызванного языковым барьером и отсутствием отработанной схемы взаимодействия, агентура на местах плохо представляла себе, что именно от неё требуется. В результате о реагировании в течение нескольких часов речи не шло, проходило до нескольких суток, прежде чем полученная информация бывала реализована. К реализации чаще привлекались силы мотострелков, артиллерии и авиации, то есть комплекс мероприятий приобретал характер общевойсковой операции, нежели спецоперации (в то время как SEAL для тех же целей пользовались практически исключительно только пулемётным вооружением, изредка спецназовцы минировали подходы к своим позициям, в случае столкновения с превосходящими силами противника запрашивали БШУ или артналёт, передав по радио координаты свои и противника). По свидетельству ветерана Афганской войны, начальника разведки 201-й мотострелковой дивизии полковника Н. М. Кузьмина, приведенная схема в советском варианте её воплощения отличалась крайне низкой эффективностью.

### Адресные мероприятия

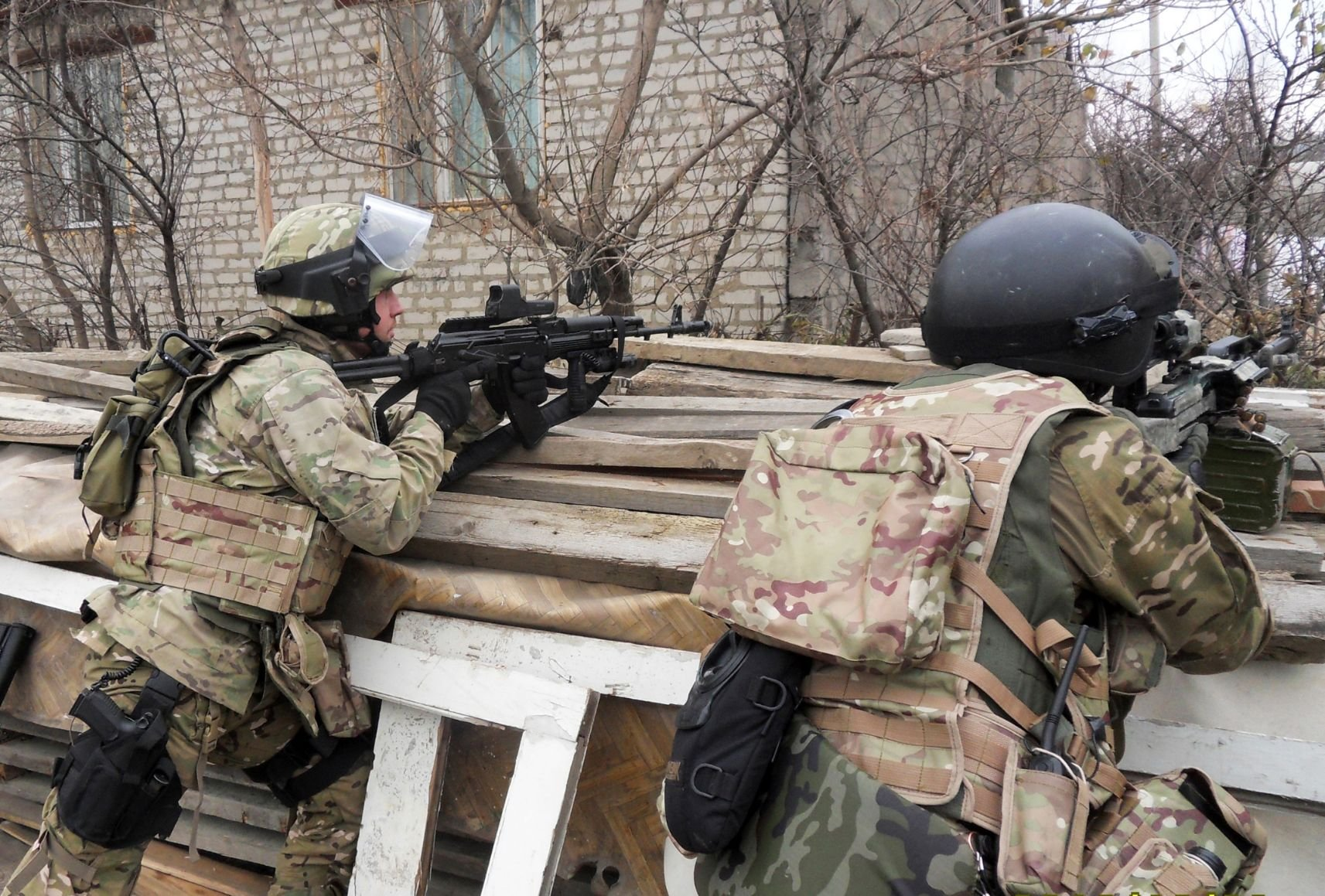
Сотрудники оперативно-боевого подразделения ЦСН ФСБ в ходе адресного мероприятия в СКР

Адресные мероприятия — мероприятия, проводимые по ранее полученной, проверенной и подтверждённой достоверной оперативной информации адресным способом (отсюда и название). Адресные мероприятия по уничтожению одного или нескольких лиц, представляющих опасность для государственных интересов, безопасности и обороны страны, именуются точечными ликвидациями. Проведение адресных мероприятий, в зависимости от степени их сложности, требует привлечения наиболее опытных оперативных и боевых кадров. В рамках лексикона сотрудников, привлекаемых к такого рода мероприятиям, «адресом» будет называться место проведения операции, а «адресатом» конкретное лицо или лица, которых требуется задержать или уничтожить.
Основными способами действий, применяемыми в ходе специальной операции по розыску и задержанию вооруженных и иных особо опасных преступников являются:
- блокирование;
- поиск;
- преследование;
- окружение;
- засада.

### Внедрение
Легендированный ввод (иначе называемый оперативным внедрением) — форма и способ внедрения разведчика или оперативника в оперативную среду под «прикрытием» (вымышленной легендой), в которой ему предстоит действовать с целью выполнения различных задач, которые не представляется возможным выполнить иным способом, в частности для сбора и/или проверки той или иной интересующей информации (оперативная информация) и др. 
Применительно к легендированному вводу, осуществляющемуся полицейскими структурами (см. Оперативно-разыскная деятельность) — для сбора доказательной базы, изобличающих сведений и пр. 

Применительно к внедрению, осуществляющемуся разведывательными структурами — для ведения внедряемым лицом оперативной и стратегической разведки. В том случае, если внедряемое лицо является агентом, а не аттестованным сотрудником внедряющей структуры, употребляется выражение агентурное внедрение. 

Терминологическое различие употребляемых терминов «ввод» и «внедрение» зависит от специфики конкретного мероприятия (для мероприятий преимущественно контрразведывательного характера или оперативно-розыскных — «ввод», для разведмероприятий — «внедрение»).

### Комбинированные

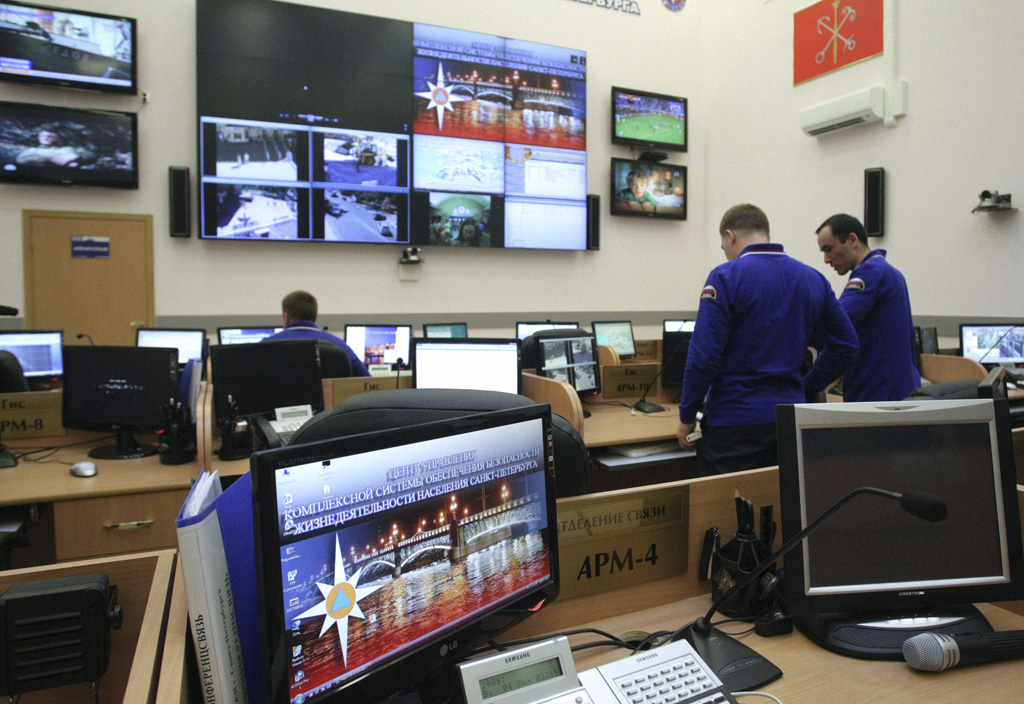
Комплексные операции проводятся с применением разнообразных технических средств и ресурсов (центр комплексной системы обеспечения безопасности жизнедеятельности населения, созданный в 2010 году в Санкт-Петербурге МЧС РФ совместно с МВД России и ФСБ).

Комбинированные или комплексные специальные операции включают в себя комбинацию (комплекс) из нескольких перечисленных выше разновидностей СО с другими элементами общевойсковых операций, полицейских операций и др. Комплексные операции могут проводиться несколькими самостоятельными органами с образованием краткосрочных межвидовых (для различных видов ВС), межведомственных (для различных оперативных служб) или внутриведомственных (для различных структурных подразделений в рамках одного ведомства) органов управления и координации совместных усилий. Примером комплексных спецопераций периода ВОВ являются совместные операции органов военной контрразведки НКО, НКВД и НКВМФ.

### Другие
В зависимости от профессионализма, оперативной смекалки и уровня мастерства лиц, занимающихся подготовкой, планированием и непосредственным управлением спецоперациями, могут осуществляться другие разновидности СО, не охватываемые перечисленными выше.